# Stemona
Stemona es un género con 430 especies de plantas de flores perteneciente a la familia Stemonaceae, nativa del este y sudeste de Asia y norte de  Australasia.

## Especies seleccionadas
- Stemona angusta I.Telford
- Stemona australiana (Benth.) C.H.Wright
- Stemona japonica (Blume) Miquel (syn. Roxburghia japonica, S. ovata)
- Stemona javanica (Kunth) Engl.
- Stemona kerrii Craib
- Stemona lucida (R.Br.) Duyfjes (syn. S. philippinensis)
- Stemona mairei (H.Léveillé) K.Krause
- Stemona parviflora C.H.Wright
- Stemona prostrata I.Telford
- Stemona sessilifolia (Miquel) Miquel (syn. Roxburghia sessilifolia)
- Stemona shandongensis D.K.Zang
- Stemona tuberosa Lour.

## Cultivos
Stemona tuberosa (en chino: 百部; pinyin: bǎi bù), es una de las 50 hierbas fundamentales usada en la Medicina tradicional china.

## Fitoquímica
Las especies de la familia Stemonaceae producen una gran clase de alcaloides diversos estructuralmente relacionados con el núcleo de 4-azaazuleno. Sus raíces han sido utilizadas para el tratamiento de tuberculosis, bronquitis y parasitosis. Ejemplos de estos alcaloides son la estenina, tuberostemonina, estemoamida, estemonina, neostemonina, croomina y estemonidina.
|  |  |